# (5804) Bambinidipraga
(5804) Bambinidipraga es un asteroide perteneciente al cinturón de asteroides, región del sistema solar que se encuentra entre las órbitas de Marte y Júpiter, descubierto el 9 de septiembre de 1985 por Antonín Mrkos desde el Observatorio Kleť, České Budějovice, República Checa.

## Designación y nombre
Designado provisionalmente como 1985 RL1. Fue nombrado Bambinidipraga en homenaje al coro de niños checo conocido como Bambini di Praga. Los maestros de coro Blanka y Bohumil Kulínský desarrollaron un repertorio que abarca desde la música clásica hasta las canciones populares de los muchos países que han visitado.

## Características orbitales
Bambinidipraga está situado a una distancia media del Sol de 2,424 ua, pudiendo alejarse hasta 2,828 ua y acercarse hasta 2,020 ua. Su excentricidad es 0,166 y la inclinación orbital 9,773 grados. Emplea 1378,81 días en completar una órbita alrededor del Sol.

## Características físicas
La magnitud absoluta de Bambinidipraga es 13,3. Tiene 6,044 km de diámetro y su albedo se estima en 0,254. 